# Noah Mneney
Noah Mneney, né le 6 décembre 2002 à , est un footballeur international féroïen qui joue au poste de milieu défensif au Bryne FK.

## Biographie

### Carrière en club
Noah Mneney est formé par le Víkingur Gøta, où il commence sa carrière professionnelle en championnat des îles Féroé. Il est ensuite transféré au Bryne FK en Norvège en février 2023,.

### Carrière en sélection
Mneney est international espoirs avec les îles Féroé. Il prend part au match nul 1-1 contre la France en septembre 2022 dans le cadre des qualifications à l'Euro Espoirs, ce qui fait figure d'exploit,.
En novembre 2022, Noah Mneney est convoqué pour la première fois avec l'équipe nationale des îles Féroé. Il honore sa première sélection le 19 novembre 2022, lors d'un match amical contre le Kosovo. Il entre en jeu alors que son équipe arrache le match nul 1-1 à l'extérieur,,.